# 特別支援学校聖母の家学園
特別支援学校聖母の家学園（とくべつしえんがっこう せいぼのいえがくえん）は、三重県四日市市波木町にある私立特別支援学校。

## 概要
学校法人聖母の家学園が運営する。知的障害のある児童・生徒が学ぶ。高等部教育（後期中等教育および青年期教育）に注力している。高等部は本科の３年間と専攻科の4年間の教育過程があり、7年間の高等部教育が特色である。長年に渡って昔ながらの教育方法や伝統を守っていたが、文科省のＧＩＧＡスクール構想に倣って、ＩＣＴ教育を推し進めている。デジタル化が進む一方で昔ながらのアナログな内容や体験も大事にしていて、教育の新旧のアンソロジー化を教育テーマにしている。卒業生支援活動も行っていて、アフターフォローや余暇活動支援がある。アフターフォローは、学園に設置されている支援センターふれあい、余暇活動支援はレク活動と音楽活動を行っている。音楽活動は、マリアボーイズ＆ガールズ（マリアバンド）の名前で活動し、色々なステージで演奏会を行っている。

## 交通
本校
- 近鉄名古屋線、湯の山線、内部・八王子線近鉄四日市駅西口より1番乗り場、三重交通バス41系統笹川テニス場行きにて聖母の家前下車、徒歩約3分。

いなべ校
- 三岐鉄道三岐線西野尻駅から徒歩15分 東海環状自動車道東員ICから20分

## 設置学部
- 小学部
- 中学部
- 高等部
  - 本科(3年制)
  - 専攻科(2年制、4年制)選択制

## 歴史
- 1971年（昭和46年）4月 - 知的障害児者施設「聖母の家」の施設内養護学校「養護学校聖母の家学園」として創立
- 1987年（昭和62年）4月 - 高等部設置
- 1995年（平成7年）4月 - 高等部専攻科設置
- 2007年（平成19年）4月 - 養護学校聖母の家学園より特別支援学校聖母の家学園に校名変更。
- 2015年 (平成27年) 4月-新校舎、講堂が竣工
- 2017年(平成29年) - 高等部専攻科四年制コース(通称 専攻科NEXT)を開講、ＮＰＯ法人聖母の家学園福祉会を開設
- 2019年（平成31年）- 講堂に空調システムを設置
- 2020年（令和2年）4月 - NPO法人聖母の家学園福祉会が生活介護事業かしの木を開設
- 2021年（令和3年）創立50周年
- 2022年（令和4年）3月-いなべ市から、旧東藤原小学校校舎を無償譲渡

- 2023年（令和5年）3月-生活介護事業かしの木が四日市市笹川へ移転
- 2024年（令和6年）4月-聖母の家学園いなべ校が開校（小学部　中学部　高等部本科）
- 2024年（令和6年）第11代四日市校兼初代いなべ校　校長山下達也就任